# Брољано
Брољано (итал. Brogliano) је насеље у Италији у округу Виченца, региону Венето.
Према процени из 2011. у насељу је живело 2562 становника. Насеље се налази на надморској висини од 173 м.

## Становништво
| 1931. | 1936. | 1951. | 1961. | 1971. | 1981. | 1991. | 2001. | 2011. |
| ----- | ----- | ----- | ----- | ----- | ----- | ----- | ----- | ----- |
| 2.042 | 2.096 | 2.374 | 2.164 | 2.097 | 2.198 | 2.356 | 2.937 | 3.900 |